# میچ کلارک (بازیکن فوتبال، زاده۱۹۹۹)
میچ کلارک (انگلیسی: Mitch Clark؛ زادهٔ ۱۳ مارس ۱۹۹۹) بازیکن فوتبال اهل بریتانیا است.
از باشگاه‌هایی که در آن بازی کرده‌است می‌توان به باشگاه فوتبال استون ویلا اشاره کرد.
وی همچنین در تیم‌های ملی فوتبال Wales national under-17 football team و Wales national under-19 football team بازی کرده‌است.